# Méru

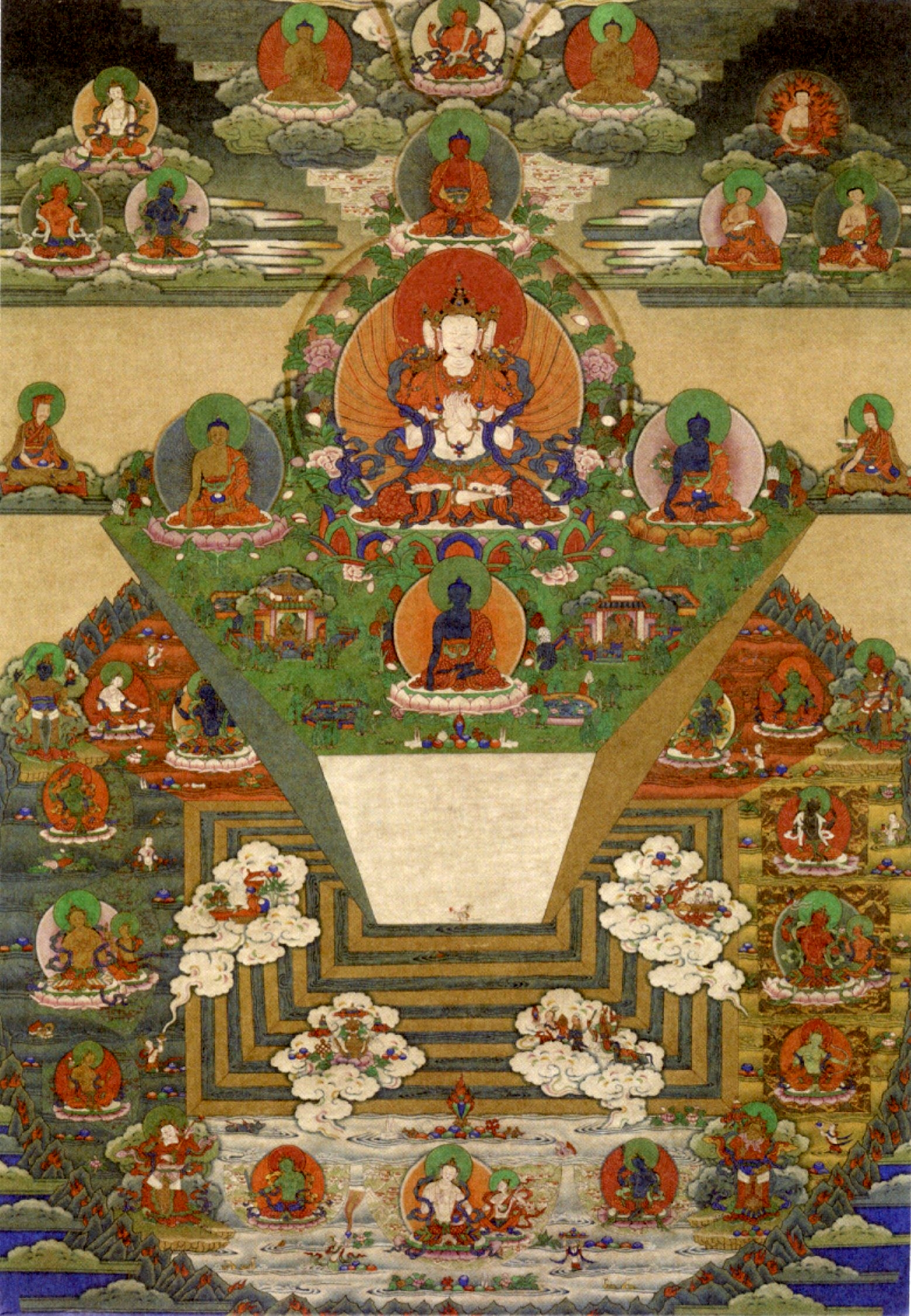
Bhútánská thangka z 19. století znázorňující horu Méru obklopenou všemi vesmíry

Méru, též Suméru, je mytická posvátná hora a osa světa v hinduismu, buddhismu a džinismu. Nachází se ve středu kontinentu Džambudvípa, který je středem prthiví-lóku „světa země“, svým vrcholem dosahuje k nebesům a svými kořeny do hlubin země, pramení v ní řeka Ganga a je celá ze zlata a drahokamů. Na jejím vrcholu sídlí Brahmá, níže pak další bohové a bytosti. Někdy bývá ztotožňována s reálnou horou Kailás, Pamírem, Hindúkušem nebo Garhválem, oblastí v Himálaji.
Mnohé hinduistické chrámy, včetně kambodžského Angkor Vatu, představují tuto posvátnou horu. Podle hinduistických textů její výška činí 80 000 jódžan a nachází se uprostřed Bhú mandaly.[zdroj?]

## Popis
Podle Mrgéndra-ágamy byla Méru stvořena Anantéšvarou-Šivou a nachází se ostrově Džambudvídpa, který je středem prthiví-lóku, tedy země. Méru je pokryta zlatem a září více než slunce. Otáčejí se kolem ní na nebi planety. V dolní části hory sídlí gandharvové a Marutové, zatímco na vrcholku nejvyššího z jejích tří hřebenů, zvaném čakravat „otáčející se jako kolo“, sídlí lókapálové, bohové světových stran, kteří zde mají svá města:
- Amarávatí „sídlo nesmrtelných“, sídlo Indry, na východě
- Tédžóvatí „oslnivá“, sídlo Agniho, na jihovýchodě
- Samjaminí „ukázněná“, sídlo Jamy, na jihu
- Kršnavatí „potemnělá“, sídlo Nirrti, na jihozápadě
- Šuddhavatí „čistotná“, sídlo Varuny, na západě
- Gandhavatí „voňavá“, sídlo Vájua, na severozápadě
- Mahódaja „blahobytná“, sídlo Kubéry, na severu
- Jašóvatí „impozantní“, sídlo Íšány, na severovýchodě

Všechna tato města vynikají svojí krásou – jsou postavena ze zlata, drahokamů či bílého kamene, voní nočním jasmínem, a kromě svých božských vládců jsou obývána různými druhy bytostí. Na úplném vrcholu se pak nachází město Manóvatí, „inteligentní“, ve kterém sídlí Brahmá. Pod horou se nachází další čtyři hory, které tak zajišťují její stabilitu, a devět ostrovů obklopených postupně sedmi oceány, za kterými se nachází další pevnina a ní hora Lókálóka. Dále už se nachází jen temnota, další oceán a skořápka kosmického vejce.